# Rio de Janeiro Volêi Clube
Maillots
Le Rio de Janeiro Volêi Clube, aussi appelé Sesc-RJ/Flamengo pour des raisons de parrainage, est un club brésilien féminin de volley-ball fondé en 1997 et basé à Rio de Janeiro qui évolue pour la saison 2024-2025 en Superliga Série A. 

## Parrainage
- 1997-2003 : Rexona
- 2003-2009 : Rexona/Ades
- 2009-2014 : Unilever Vôlei
- 2014-2016 : Rexona/Ades
- 2016-2017 : Rexona-Sesc
- 2017-2020 : SESC-RJ
- 2020- : SESC-RJ/Flamengo

## Palmarès
| Compétitions nationales | Compétitions internationales |
| - Championnat du Brésil (12) - Champion : 1998, 2000, 2006, 2007, 2008, 2009, 2011, 2013, 2014, 2015, 2016, 2017. - Vice-champion : 1999, 2005, 2010, 2012, 2018. - Coupe du Brésil (4) - Vainqueur : 2007, 2016, 2017, 2020. - Supercoupe du Brésil (3) - Vainqueur : 2015, 2016, 2017. - Finaliste : 2020. - Championnat de Rio de Janeiro (19) - Champion : 1999, 2004, 2005, 2006, 2007, 2008, 2009, 2010, 2011, 2012, 2013, 2014, 2015, 2017 2018, 2019, 2020, 2021, 2022, 2023. - Vice-champion : 2016, 2024. - Championnat du Paraná (1) - Champion : 2003. | - Championnat du monde des clubs (0) - Finaliste : 2013, 2017. - Championnat sud-américain des clubs (4) - Vainqueur : 2013, 2015, 2016, 2017. - Finaliste : 2009, 2018. |

## Joueuses et personnalités du club

### Entraîneurs
- 1997-2001 :  Bernardinho
- 2001-2004 :  Hélio Griner
- 2004- :  Bernardinho

## Historique des logos

Évolution du logo
Logo de la Rexona/Ades de 2014 à 2016
Logo de la Rexona-Sesc de 2016 à 2017
Logo de la Sesc RJ Vôlei de 2017 à 2020